# 伊泰·謝赫特
伊泰·謝赫特（希伯來語：איתי שכטר；1987年2月22日—) 是以色列的一位足球運動員，在場上的位置是前鋒。他現在效力於以色列足球超級聯賽球隊耶路撒冷貝塔足球俱樂部。謝赫特也曾效力過凱澤斯勞騰、南特等歐洲球隊和海法馬卡比等以色列國內球隊。他也代表以色列國家足球隊參賽。

## 外部連結
- Template:IFA national player
- 伊泰·謝赫特在 National-Football-Teams.com 上的出场纪录